# 圖羅恰克區

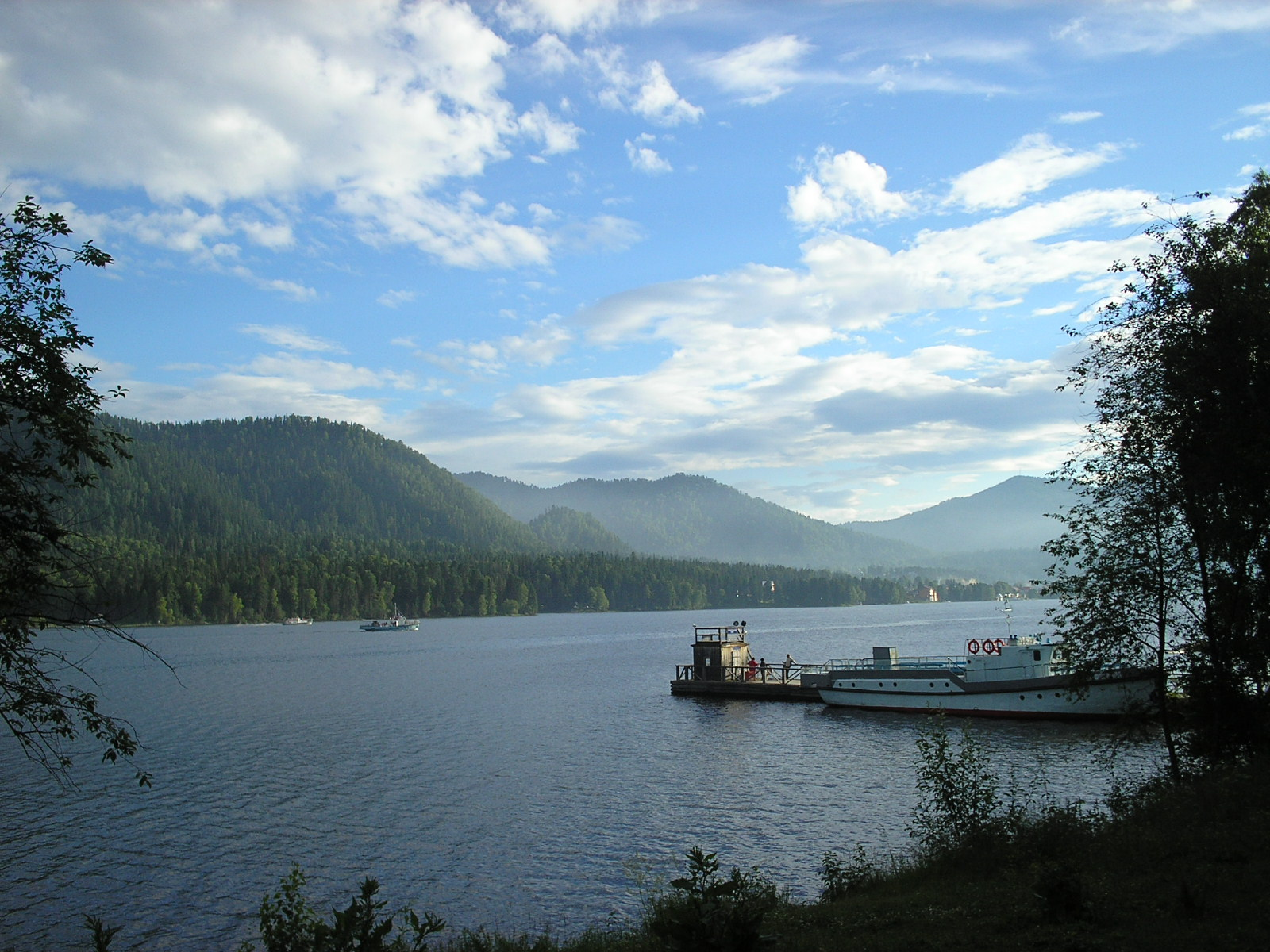

52°15′N 87°07′E / 52.250°N 87.117°E
圖羅恰克區（俄语：Турочакский район），是俄羅斯阿爾泰共和國的一個區，位於該國南部，面積11,015平方公里，2010年人口12,484，人口密度每平方公里1.13人。